# Сейєд Мохаммад Хайрха
Сейєд Мохаммад Хайрха (1953) — афганський дипломат. Надзвичайний і Повноважний Посол Афганістану в Україні.

## Біографія
Народився у 1953 в Гераті, Королівство Афганістан. У 1980 закінчив Кабульський університет, факультет мусульманського права. Закінчив Інститут мусульманського права в Анкарі (Туреччина); володіє турецькою, англійською, арабською мовами.
З 1981 по 1992 — брав участь у Русі опору моджахедів афганського народу, працював у політичній та кадровій структурах Руху.
З 1993 по 2001 — Надзвичайний і Повноважний Посол Ісламської Держави Афганістан в Ісламській Республіці Іран.
У 2002 — обраний народним депутатом до Лойя Джирги (народних зборів) Афганістану.
З 2002 по 2005 — Надзвичайний і Повноважний Посол Перехідної Ісламської Держави Афганістан в Україні.